# Austin Stevens
Austin Stevens (ur. 19 maja 1950 w Pretorii w Republice Południowej Afryki) – herpetolog, fotograf i podróżnik znany z serii filmów dokumentalnych nadawanych na stacjach Animal Planet i Animal Planet HD.